# Władimir Żeleznikow
Władimir Karpowicz Żeleznikow (ros. Владимир Карпович Железников; ur. 26 października 1925 w Witebsku, zm. 3 grudnia 2015 w Moskwie) – rosyjski pisarz, autor powieści, opowiadań, utworów dla młodzieży, sztuk teatralnych i scenariuszy filmowych.
W 1957 ukończył studia w Instytucie Literackim imienia Gorkiego.
Pochowany na Cmentarzu Trojekurowskim w Moskwie.

## Tytuły i odznaczenia
- Zasłużony Działacz Sztuk Federacji Rosyjskiej (1995)[3]
- Order „Za zasługi dla Ojczyzny” IV stopnia (2005)[4]

## Wybrane dzieła
- Dziwak z szóstej B (1965)
- Słony śnieg (1966)
- Każdy marzy o psie (1969)
- Straszydło (1989)